# Рубченки
Рубченки (укр. Рубченки) — село, входит в Володарский район Киевской области Украины.
Население по переписи 2001 года составляло около 760 человек. Почтовый индекс — 09313. Телефонный код — 04569.

## Местный совет
09313, Киевская обл., Володарский р-н, с. Рубченки, ул. Плугатаря,1  (укр.)